# Duchcov
Duchcov (pronuncia /ˈdʊxʦof/; in tedesco Dux) è una città della Repubblica Ceca facente parte del distretto di Teplice, nella regione di Ústí nad Labem. Qui Giacomo Casanova visse dal 1785 fino alla sua morte, avvenuta il 4 giugno 1798.

## Monumenti e luoghi d'interesse

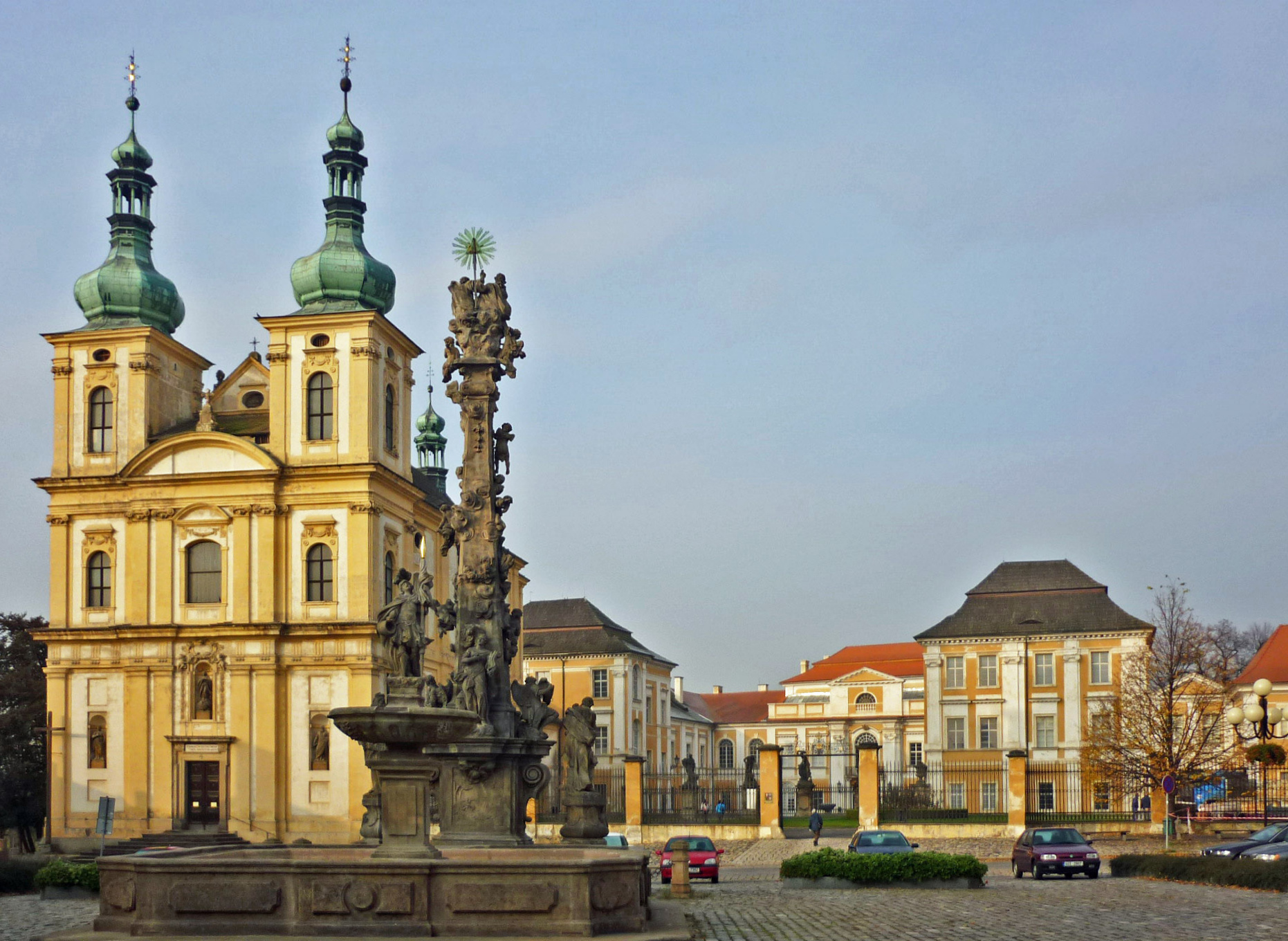
La chiesa dell'Annunciazione e, in secondo piano, la facciata anteriore del castello

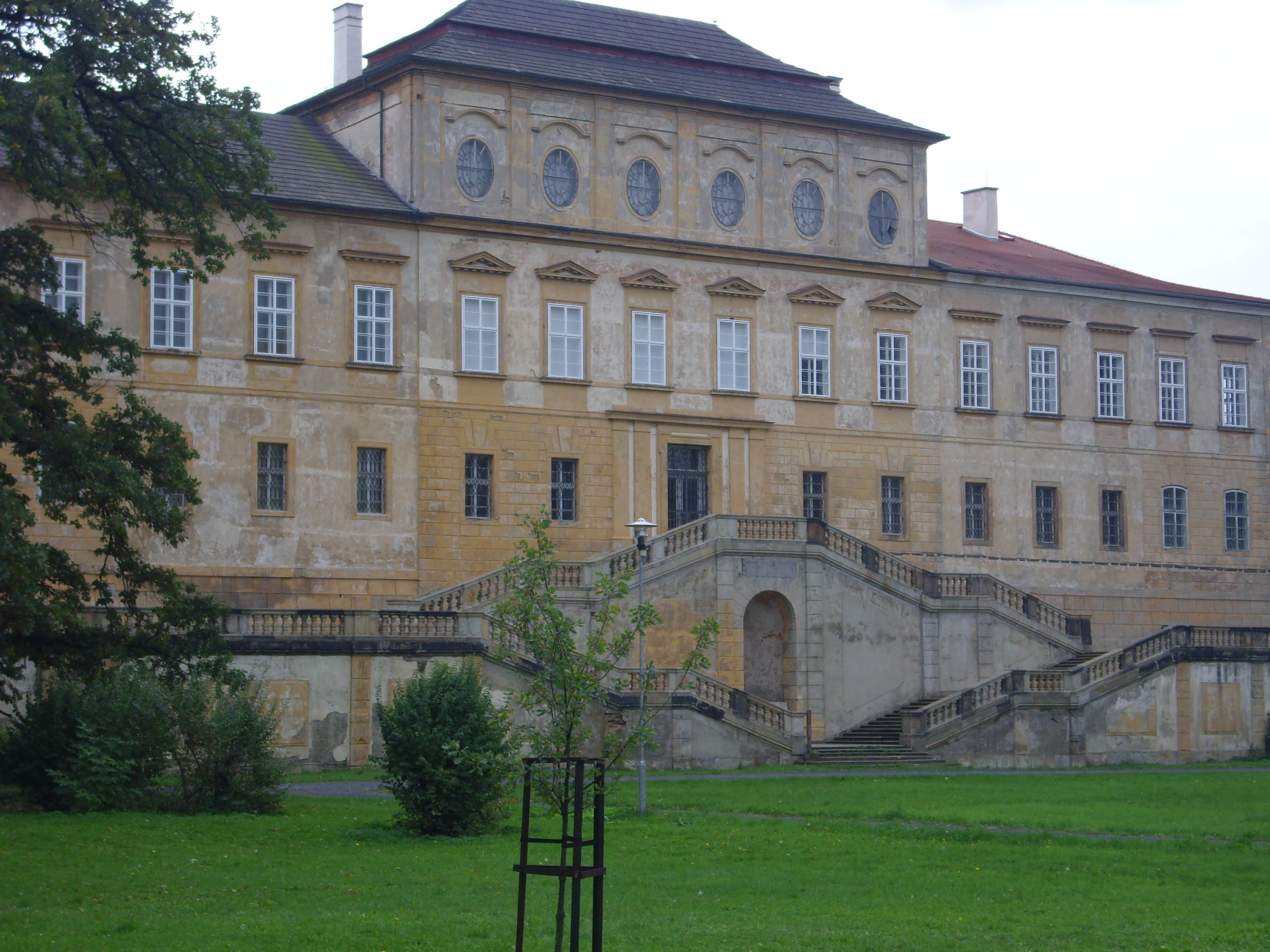
Facciata posteriore del castello, verso il parco

- Castello di Duchcov. Il castello (in tedesco Schloss Dux)[3] fu costruito e posseduto per secoli da un ramo della famiglia Valdštejn, alla quale era appartenuto anche il generale Albrecht von Wallenstein. È un edificio barocco, costruito tra il 1675 e il 1685 su progetto dell'architetto Jean Baptiste Mathey sul sito di un edificio più antico, una dimora rinascimentale della famiglia Lobkowicz.  Committente era l'arcivescovo Jan Bedřich Valdštejn. Alla decorazione presero parte noti artisti come il pittore praghese Václav Vavřinec Reiner, gli scultori Matthias Braun e Ferdinand Maximilian Brokoff. La biblioteca (poi trasferita a Mnichovo Hradiště), nel XVIII secolo conteneva oltre 40.000 volumi: qui Giacomo Casanova lavorò come bibliotecario del conte Josef Karel Valdštejn. Gli interni storici ospitano diverse esposizioni, temporanee o permanenti.  In particolare, nel castello sono conservate le collezioni di mobili storici provenienti dal Museo delle Arti e dei Mestieri di Praga. Notevole è il parco, con giardini all'italiana, e un moderno padiglione in cui è conservato un ciclo di affreschi di Václav Reiner, provenienti dall'ex ospedale della città.